# Horacio Gramajo
Horacio Gramajo, född den 1901 i Buenos Aires, död den 8 april 1943 i Buenos Aires, var en argentinsk bobåkare. Han deltog vid olympiska vinterspelen i Sankt Moritz 1928. Hans lag kom på femte plats.